# Linea Kure
La linea Kure (呉線?, Kure-sen) è una linea ferroviaria suburbana e regionale che collega la stazione di Mihara alla stazione di Kaitaichi, per proseguire fino alla stazione di Hiroshima attraverso la linea principale Sanyō. La linea è a scartamento ridotto, elettrificata a 1500 V in corrente continua e a binario singolo. È gestita dalla West Japan Railway Company (JR West).

## Servizi
La linea ferroviaria è utilizzata da diversi servizi per portare i pendolari alla città di Hiroshima. I treni solitamente percorrono il tratto Mihara - Hiroshima, ma alcuni partono da Itozaki per terminare a Iwakuni. Sono disponibili anche servizi rapidi.
Locale (普通?, Futsū)
Un treno all'ora fra Hiroshima e Mihara con rinforzi ogni 30 minuti limitati a Hiro
Akiji Liner (安芸路ライナー?, Akiji-rainā)
Treno rapido con 25 corse al giorno, effettua fermate limitate
Liner pendolari (通勤ライナー?, Tsūkin-rainā)
Treno rapido con 12 corse al giorno, effettua un minor numero di fermate rispetto all'Akiji

### Treni speciali
Setouchi Marine View (瀬戸内マリンビュー?)
Treno turistico attivo da marzo ad agosto nei weekend e nei festivi che percorre la suggestiva tratta sul mare interno di Seto. Viene impiegata una kiHa 7000 con un design modificato in tema con il percorso.

## Stazioni
Nella tabella sottostante, viene inserita anche una porzione della linea principale Sanyō da Kaitaichi a Hiroshima.
- Il simbolo  indica le stazioni dell'area comunale di Hiroshima
- Fermate
  - I treni locali fermano in tutte le stazioni
  - I treni rapidi sono indicati come A per Akiji Liner e P per Liner Pendolari, e fermano dove indicato da ●, saltando le stazioni con "｜"
- Binari: I treni possono incrociarsi dove indicato dai simboli ◇, ∨ e ∧; non possono incrociarsi dove indicato da "｜"; il doppio binario sulla linea Sanyo è indicato da "∥".
- Tutte le stazioni si trovano nella prefettura di Hiroshima

| Staziome               | Giapponese   | Dist. interst. | Dist. totale | Rapido | Rapido | Collegamenti                                                         | Binari | Posizione        |
| Staziome               | Giapponese   | Dist. interst. | Dist. totale | A      | P      | Collegamenti                                                         | Binari | Posizione        |
| ---------------------- | ------------ | -------------- | ------------ | ------ | ------ | -------------------------------------------------------------------- | ------ | ---------------- |
| Mihara                 | 三原         | -              | 0.0          |        | ●      | ■ Linea principale Sanyō Sanyō Shinkansen                            | ∨      | Mihara           |
| Sunami                 | 須波         | 5.1            | 5.1          |        | ●      |                                                                      | ◇      | Mihara           |
| Akisaizaki             | 安芸幸崎     | 6.7            | 11.8         |        | ●      |                                                                      | ◇      | Mihara           |
| Tadanoumi              | 忠海         | 5.4            | 17.2         |        | ●      |                                                                      | ◇      | Takehara         |
| Akinagahama            | 安芸長浜     | 2.8            | 20.0         |        | ●      |                                                                      | ｜     | Takehara         |
| Oonori                 | 大乗         | 1.8            | 21.8         |        | ●      |                                                                      | ◇      | Takehara         |
| Takehara               | 竹原         | 3.5            | 25.3         |        | ●      |                                                                      | ◇      | Takehara         |
| Yoshina                | 吉名         | 4.7            | 30.0         |        | ●      |                                                                      | ◇      | Takehara         |
| Akitsu                 | 安芸津       | 4.7            | 34.7         |        | ●      |                                                                      | ◇      | Higashihiroshima |
| Kazahaya               | 風早         | 3.2            | 37.9         |        | ●      |                                                                      | ◇      | Higashihiroshima |
| Yasuura                | 安浦         | 6.3            | 44.2         |        | ●      |                                                                      | ◇      | Kure             |
| Ato                    | 安登         | 4.5            | 48.7         |        | ●      |                                                                      | ◇      | Kure             |
| Akikawajiri            | 安芸川尻     | 4.1            | 52.8         |        | ●      |                                                                      | ◇      | Kure             |
| Nigata                 | 仁方         | 4.8            | 57.6         |        | ●      |                                                                      | ◇      | Kure             |
| Hiro                   | 広           | 2.6            | 60.2         | ●      | ●      |                                                                      | ◇      | Kure             |
| Shin-Hiro              | 新広         | 1.3            | 61.5         | ●      | ●      |                                                                      | ｜     | Kure             |
| Akiaga                 | 安芸阿賀     | 1.4            | 62.9         | ●      | ●      |                                                                      | ◇      | Kure             |
| Kure                   | 呉           | 4.1            | 67.0         | ●      | ●      |                                                                      | ◇      | Kure             |
| Kawaharaishi           | 川原石       | 1.7            | 68.7         | ｜     | ｜     |                                                                      | ◇      | Kure             |
| Yoshiura               | 吉浦         | 2.3            | 71.0         | ●      | ｜     |                                                                      | ◇      | Kure             |
| Karugahama             | かるが浜     | 1.2            | 72.2         | ｜     | ｜     |                                                                      | ◇      | Kure             |
| Tenno                  | 天応         | 2.1            | 74.3         | ｜     | ｜     |                                                                      | ◇      | Kure             |
| Kure-Portpia           | 呉ポートピア | 1.3            | 75.6         | ｜     | ｜     |                                                                      | ｜     | Kure             |
| Koyaura                | 小屋浦       | 1.5            | 77.1         | ｜     | ｜     |                                                                      | ◇      | Saka, Aki        |
| Mizushiri              | 水尻         | 2.2            | 79.3         | ｜     | ｜     |                                                                      | ◇      | Saka, Aki        |
| Saka                   | 坂           | 2.5            | 81.8         | ●      | ｜     |                                                                      | ◇      | Saka, Aki        |
| Yano                   | 矢野         | 2.6            | 84.4         | ●      | ●      |                                                                      | ◇      | Aki-ku Hiroshima |
| Kaitaichi              | 海田市       | 2.6            | 87.0         | ●      | ｜     | ■ Linea principale Sanyō                                             | ∧      | Kaita, Aki       |
| Linea principale Sanyo |              |                |              |        |        |                                                                      |        |                  |
| Mukainada              | 向洋         | 2.3            | 89.3         | ｜     | ｜     |                                                                      | ∥      | Fuchū, Aki       |
| Tenjingawa             | 天神川       | 1.8            | 91.1         | ｜     | ｜     |                                                                      | ∥      | Minami-ku        |
| Hiroshima              | 広島         | 2.3            | 93.4         | ●      | ●      | ■ Linea principale Sanyō ■ Linea Kabe ■ Linea Geibi Sanyō Shinkansen | ∥      | Minami-ku        |